# Gobiopsis
Gobiopsis là một chi của Họ Cá bống trắng

## Các loài
Chi này hiện hành có các loài sau đây được ghi nhận:
- Gobiopsis angustifrons Lachner & McKinney, 1978
- Gobiopsis aporia Lachner & McKinney, 1978
- Gobiopsis arenaria (Snyder, 1908)
- Gobiopsis atrata (Griffin, 1933) (New Zealand black goby)
- Gobiopsis bravoi (Herre, 1940) (Bravo's bearded goby)
- Gobiopsis canalis Lachner & McKinney, 1978 (Checkered goby)
- Gobiopsis exigua Lachner & McKinney, 1979
- Gobiopsis macrostoma Steindachner, 1861 (Longjaw goby)
- Gobiopsis malekulae (Herre, 1935)
- Gobiopsis namnas Shibukawa, 2010
- Gobiopsis pinto (J. L. B. Smith, 1947) (Snakehead goby)
- Gobiopsis quinquecincta (H. M. Smith, 1931)
- Gobiopsis springeri Lachner & McKinney, 1979
- Gobiopsis woodsi Lachner & McKinney, 1978